# ユニエスキー・サンチェス
ユニエスキー・サンチェス（Yunesky Sánchez , 1984年5月3日 - ）は、キューバ・マタンサス州出身の元プロ野球選手（内野手）。

## 経歴
2002年から2年間、キューバの国内リーグであるセリエ・ナシオナル・デ・ベイスボルのココドゥリロス・デ・マタンサスでプレーし、その後ドミニカ共和国へ亡命。
2006年9月にアリゾナ・ダイヤモンドバックスとマイナー契約を結んだ。
2007年はA級サウスベンド・シルバーホークス、2008年と2009年はAA級モービル・ベイベアーズでプレー。
2010年はAAA級リノ・エーシズで105試合に出場し、打率.282、7本塁打、54打点という成績を残すも、10月27日に自由契約となった。
2011年3月に独立リーグ・アトランティックリーグのサザンメリーランド・ブルークラブスと契約。61試合に出場し打率.403、7本塁打、40打点という好成績をマークし、7月15日にピッツバーグ・パイレーツとマイナー契約を結んだ。パイレーツではAA級アルトゥーナ・カーブで42試合に出場し、打率.299、2本塁打、18打点の成績を残した。
2012年3月20日にパイレーツを自由契約となった。その後はアメリカン・アソシエーションのラレド・リーマーズと契約を結び、6月にアトランティックリーグのサマセット・ペイトリオッツに移籍。
2013年はサマセット・ペイトリオッツで開幕を迎えたが、シーズン中にメキシカンリーグのオアハカ・ウォーリアーズに移籍。62試合に出場し、打率.346、6本塁打、43打点の成績を残した。また第3回WBCのスペイン代表に選ばれ、本戦にも出場した。
2014年はオアハカ・ウォーリアーズで108試合に出場し、打率.337、12本塁打、68打点という成績を残した。2015年限りで退団。
2016年はメキシカンリーグのタバスコ・キャトルメンと契約。
2017年はアメリカン・アソシエーションのクリバーン・レイルローダーズと契約。
2018年はラグナ・カウボーイズと契約を結んだ。この年限りで現役を引退した。

## 詳細情報

### 代表歴
- 2013 ワールド・ベースボール・クラシック・スペイン代表